# Saison 2016 de l'équipe cycliste Caja Rural-Seguros RGA
La saison 2016 de l'équipe cycliste Caja Rural-Seguros RGA est la huitième de cette équipe.

## Préparation de la saison 2016

### Sponsors et financement de l'équipe
La banque coopérative Caja Rural (es) et sa filiale Seguros RGA, compagnie d'assurance, sont les deux sponsors-titre de l'équipe, respectivement depuis 2010 et 2013. En début d'année 2016, Seguros RGA s'est engagé avec l'équipe jusqu'en 2018.
Fuji Bikes (en) est le fournisseur de cycles de l'équipe depuis 2015. Les coureurs roulent sur les modèles Fuji Transonic, Fuji SL et Fuji Norcom Straight. Les vélos sont équipés par Oval Concepts, filiale de Fuji.

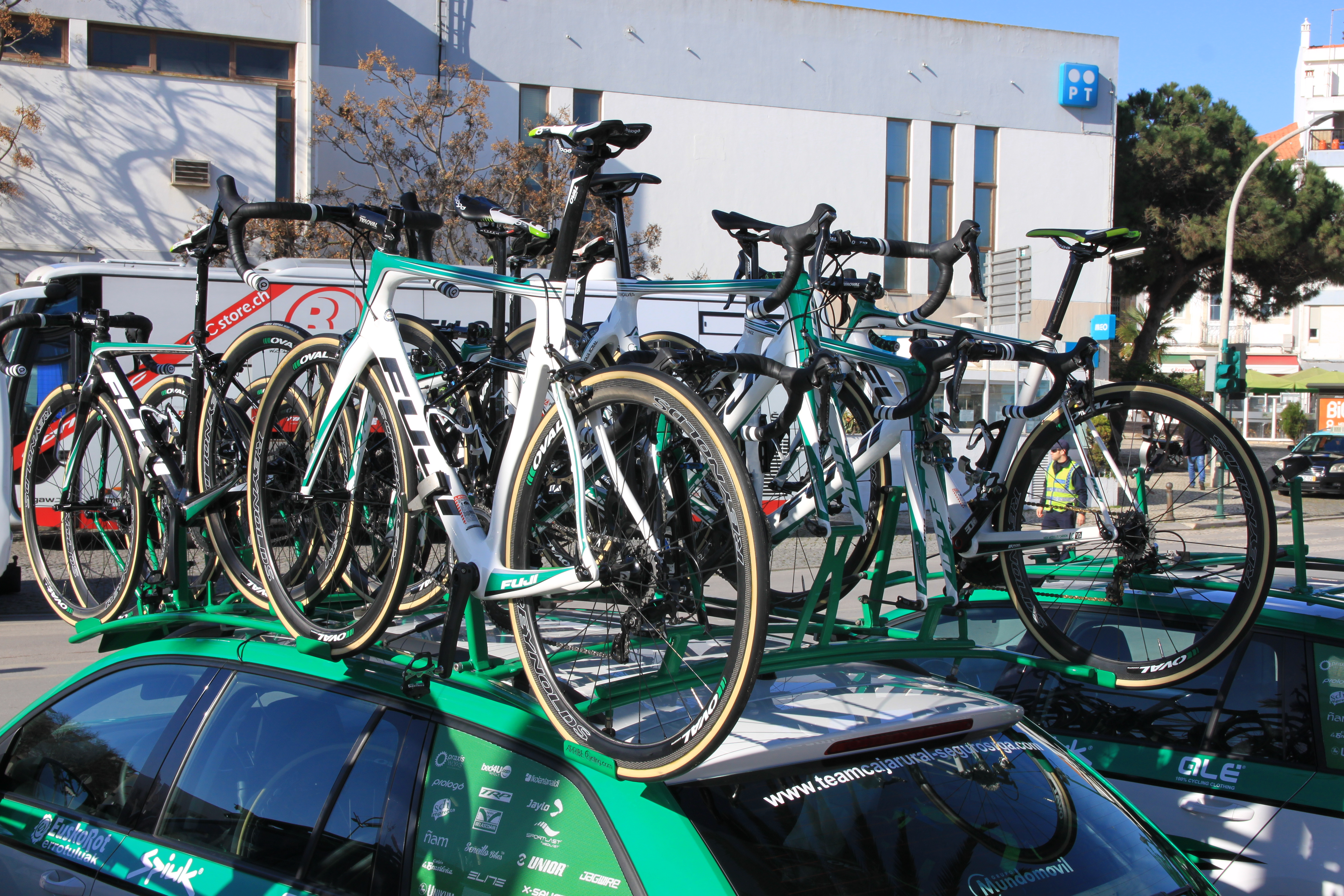
Vélos Fuji Transonic, utilisés lors du Tour de l'Algarve.
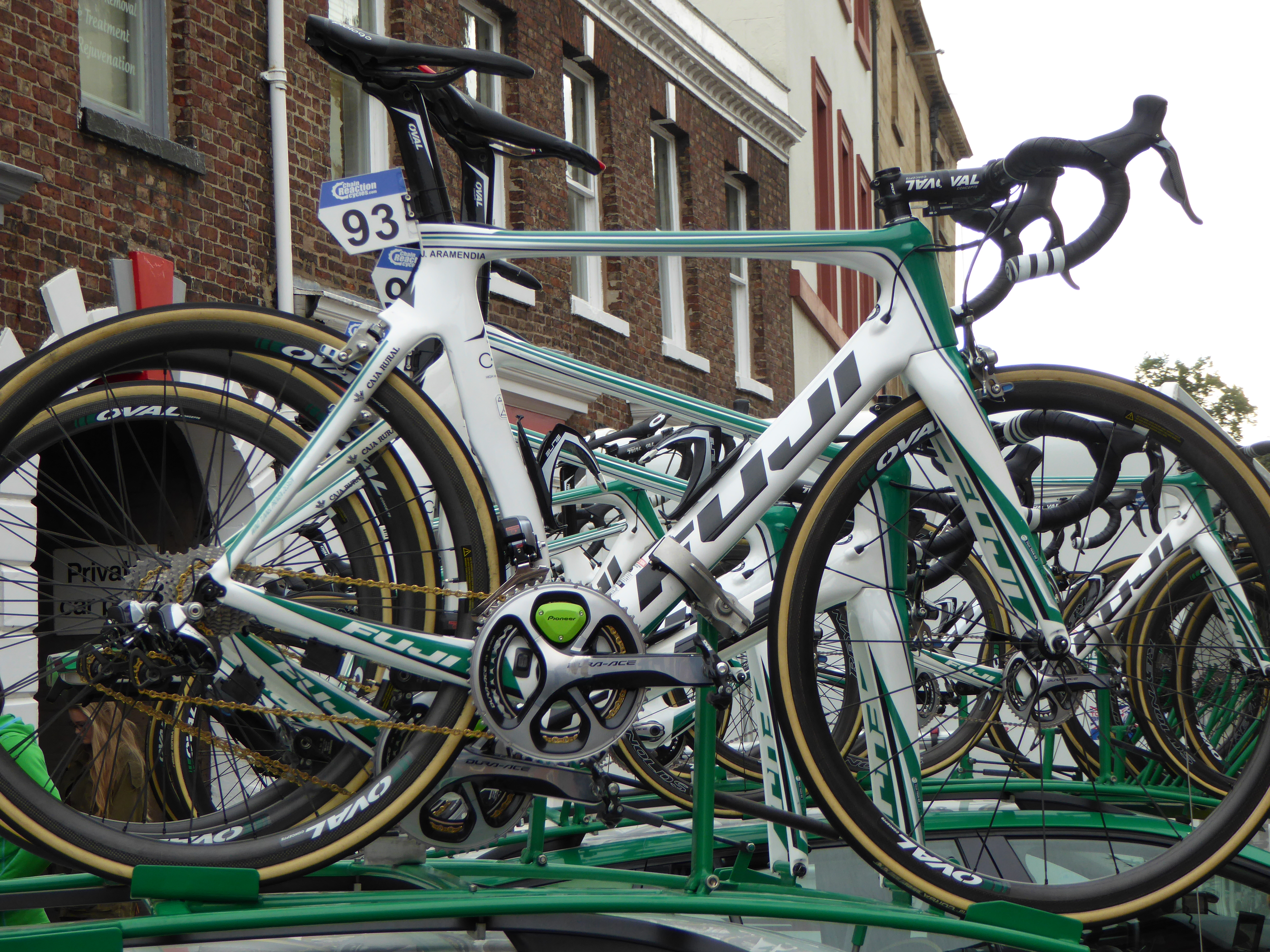
Vélo Fuji Transonic, utilisé lors du Tour de Grande-Bretagne.

### Arrivées et départs
| Arrivées              | Équipe 2015            |
| --------------------- | ---------------------- |
| Alberto Gallego       | Rádio Popular-Boavista |
| Domingos Gonçalves    | Efapel                 |
| Jonathan Lastra       | Caja Rural amateur     |
| Jaime Rosón           | Caja Rural amateur     |
| Diego Rubio Hernández | Efapel                 |

| Départs           | Équipe 2016              |
| ----------------- | ------------------------ |
| Omar Fraile       | Dimension Data           |
| Alberto Gallego   | suspension               |
| Fernando Grijalba | Inteja-MMR Dominican     |
| Francesco Lasca   | repos après opération    |
| Heiner Parra      | Boyacá Raza de Campeones |
| Amets Txurruka    | Orica-GreenEDGE          |

## Coureurs et encadrement technique

### Effectif
| Cycliste              | Date de naissance | Nationalité | Équipe 2015                    |  |
| --------------------- | ----------------- | ----------- | ------------------------------ |  |
| Javier Aramendia      | 5 décembre 1986   | Espagne     | Caja Rural-Seguros RGA         |  |
| David Arroyo          | 7 janvier 1980    | Espagne     | Caja Rural-Seguros RGA         |  |
| Carlos Barbero        | 29 avril 1991     | Espagne     | Caja Rural-Seguros RGA         |  |
| Miguel Ángel Benito   | 21 septembre 1993 | Espagne     | Caja Rural-Seguros RGA         |  |
| Peio Bilbao           | 25 février 1990   | Espagne     | Caja Rural-Seguros RGA         |  |
| Hugh Carthy           | 9 juillet 1994    | Royaume-Uni | Caja Rural-Seguros RGA         |  |
| Fabricio Ferrari      | 3 juin 1985       | Uruguay     | Caja Rural-Seguros RGA         |  |
| Alberto Gallego       | 25 novembre 1990  | Espagne     | Rádio Popular-Boavista         |  |
| Domingos Gonçalves    | 13 février 1989   | Portugal    | Efapel                         |  |
| José Gonçalves        | 13 février 1989   | Portugal    | Caja Rural-Seguros RGA         |  |
| Jonathan Lastra       | 3 juin 1993       | Espagne     | Caja Rural amateur             |  |
| Ángel Madrazo         | 30 juillet 1988   | Espagne     | Caja Rural-Seguros RGA         |  |
| Lluís Mas             | 15 janvier 1989   | Espagne     | Caja Rural-Seguros RGA         |  |
| Antonio Molina        | 4 janvier 1991    | Espagne     | Caja Rural-Seguros RGA         |  |
| Sergio Pardilla       | 16 janvier 1984   | Espagne     | Caja Rural-Seguros RGA         |  |
| Eduard Prades         | 9 août 1987       | Espagne     | Caja Rural-Seguros RGA         |  |
| Jaime Rosón           | 13 janvier 1993   | Espagne     | Caja Rural amateur             |  |
| Diego Rubio Hernández | 13 juin 1991      | Espagne     | Efapel                         |  |
| Héctor Sáez           | 6 novembre 1993   | Espagne     | Caja Rural-Seguros RGA         |  |
| Ricardo Vilela        | 18 décembre 1987  | Portugal    | Caja Rural-Seguros RGA         |  |
| Stagiaire             | Date de naissance | Nationalité | Équipe 2016                    |  |
| Iker Azkarate         | 20 avril 1994     | Espagne     | Caja Rural-Seguros RGA amateur |  |
| Jon Irisarri          | 9 novembre 1995   | Espagne     | Caja Rural-Seguros RGA amateur |  |
| Josu Zabala           | 11 avril 1993     | Espagne     | Caja Rural-Seguros RGA amateur |  |

## Bilan de la saison

### Victoires
| Date       | Course                                  | Pays       | Classe | Vainqueur       |
| ---------- | --------------------------------------- | ---------- | ------ | --------------- |
| 06/02/2016 | 4e étape de l'Étoile de Bessèges        | France     | 2.1    | Ángel Madrazo   |
| 25/04/2016 | 2e étape du Tour de Turquie             | Turquie    | 2.HC   | Peio Bilbao     |
| 29/04/2016 | 6e étape du Tour de Turquie             | Turquie    | 2.HC   | Jaime Rosón     |
| 30/04/2016 | 1re étape du Tour des Asturies          | Espagne    | 2.1    | Hugh Carthy     |
| 01/05/2016 | Classement général du Tour de Turquie   | Turquie    | 2.HC   | José Gonçalves  |
| 02/05/2016 | Classement général du Tour des Asturies | Espagne    | 2.1    | Hugh Carthy     |
| 13/05/2016 | 1re étape de la Volta Cova da Beira     | Portugal   | 2.1    | Eduard Prades   |
| 14/05/2016 | 2e étape de la Volta Cova da Beira      | Portugal   | 2.1    | José Gonçalves  |
| 05/06/2016 | Philadelphia Cycling Classic            | États-Unis | 1.1    | Eduard Prades   |
| 04/08/2016 | 7e étape du Tour du Portugal            | Portugal   | 2.1    | José Gonçalves  |
| 06/08/2016 | 5e étape du Tour de Burgos              | Espagne    | 2.HC   | Sergio Pardilla |

### Résultats sur les courses majeures
Les tableaux suivants représentent les résultats de l'équipe dans les principales courses du calendrier international dans lesquelles l'équipe bénéficie d'une invitation (les cinq classiques majeures et les trois grands tours). Pour chaque épreuve est indiqué le meilleur coureur de l'équipe, son classement ainsi que les accessits glanés par Caja Rural-Seguros RGA sur les courses de trois semaines.

#### Classiques
| Classique            | Milan-San Remo | Tour des Flandres | Paris-Roubaix | Liège-Bastogne-Liège | Tour de Lombardie |
| -------------------- | -------------- | ----------------- | ------------- | -------------------- | ----------------- |
| Coureur (classement) |                |                   |               |                      |                   |

#### Grands tours
Modèle:Gclassementrands tours